# شان کرلی
شان کرلی (انگلیسی: Sean Kerly؛ زادهٔ ۲۹ ژانویهٔ ۱۹۶۰) بازیکن هاکی روی چمن اهل بریتانیا است.
وی در مسابقات کشوری و بین‌المللی در مجموع برندهٔ ۱ مدال طلا، ۱ مدال نقره، ۱ مدال برنز شده‌است.